# Attila Ladinszky
Attila Ladinszky (Budapest, 13 settembre 1949 – Budapest, 14 maggio 2020) è stato un calciatore ungherese, di ruolo attaccante.

## Carriera
È stato capocannoniere del campionato belga nella stagione 1973-1974 con la maglia dell'Anderlecht.

## Palmarès

### Club

#### Competizioni nazionali
- Campionato belga: 1

Anderlecht: 1973-1974
- Coppa del Belgio: 1

Anderlecht: 1974-1975
- Coppa di Spagna: 1

Betis: 1976-1977